# 전주반월초등학교
전주반월초등학교는 대한민국 전북특별자치도 전주시 덕진구 반월동에 있는 공립 초등학교이다.

## 연혁
- 1997년 3월 1일 전주반월초등학교 개교(12학급(1~5학년) 편성)
- 1998년 3월 10일 전주반월초등학교 병설유치원 개원, 1학급 편성
- 2005년 8월 23일 디지털 도서관 개관
- 2006년 9월 13일 현대화 과학실 개관
- 2007년 3월 1일 전북교육청 승인 영재학급 개설
- 2010년 3월 1일 전북교육청 승인 특수학급 개설
- 2011년 3월 1일 교육복지실 개설
- 2021년 2월 9일 제23회 졸업(졸업생 90명) 총2,683명
- 2021년 3월 1일 21학급(471명, 특수학급1학급 포함), 유치원1학급 편성

## 참고 자료
- 전주반월초등학교 - 한국교육학술정보원 학교알리미